# Tsjerkizovskaja
Tsjerkizovskaja (Russisch: Черкизовская) is een metrostation in de Russische hoofdstad Moskou.

## Geschiedenis
Het station werd ontworpen als onderdeel van de buitenringlijn die sinds 1965 op de tekentafels stond. De plannen van destijds voorzagen in een oostelijke verlenging van lijn 1 in een noordelijke en een zuidelijke tak ten oosten van Preobrazjenskaja Plosjtsjad. Tsjerkizovskaja zou komen te liggen op de kruising van die zuidelijke tak en de buitenringlijn. Nadat het plan voor de noordelijke tak van de verlenging was geschrapt, werden Tsjerkizovskaja en Boelvar Rokossovskogo alsnog gebouwd als onderdeel van lijn 1. Vanaf Preobrazenskaja Plotsjtsjad bereikt lijn 1 via een bocht naar het noorden het station Tsjerkizovskaja, waarna het beoogde ringlijntracé tot Boelvar Rokossovskogo gevolgd wordt. Het plan voor de zuidtak van de oostelijke verlenging van lijn 1 bestaat nog steeds en in dat geval wordt Tsjerkizovskaja onderdeel van een zijlijn.